# 177. vestlige længdekreds
Den 177. vestlige længdekreds (eller 177 grader vestlig længde) er en længdekreds, der ligger 177 grader vest for nulmeridianen. Den løber gennem Ishavet, Asien, Stillehavet, det Sydlige Ishav og Antarktis.